# Denise Albe-Fessard
Pour les articles homonymes, voir Albe et Fessard (homonymie).
Denise Albe-Fessard , née Denise Gabrielle Henriette Marie Albe le 31 mai 1916 à Paris et morte le 7 mai 2003 à La Verrière, est une neurophysiologiste française connue notamment pour ses travaux de recherche fondamentale sur les voies de la douleur dans le système nerveux central, ce qui lui permet d'établir une distinction dans le traitement de la douleur thalamique latérale et médiale. 

## Biographie

### Enfance et formation initiale
Denise Albe est la fille d'un ingénieur des chemins de fer de la compagnie du midi. Ses deux parents étaient issus de milieux modestes. 
Après des études au lycée Victor Duruy, elle intègre une école d'ingénieur, l'École de Physique et Chimie de Paris (ESPCI Paris) dont elle est diplômée en 1937 (53e promotion). Elle intègre ensuite l'entreprise Rhône-Poulenc, mais le travail de chimiste ne lui convient pas et elle décide de changer d'orientation après seulement un mois.
Elle est engagée comme assistante technique dans un laboratoire de physiologie végétale du CNRS dirigé par Daniel Auger (1900-1940), où elle est chargée d'enregistrer la propagation des potentiels lents sur l'algue Nitella à l'aide de galvanomètres.

### Carrière de chercheuse
C'est après avoir assisté à une démonstration publique d'électroencéphalographie organisée par le neurophysiologiste Alfred Fessard au Palais de la découverte qu'elle décide de se consacrer à la recherche neuroscientifique. 
En 1940, après l'armistice, Fessard, démobilisé, créée son propre laboratoire de recherche à l'institut Marey où elle obtient un poste d'assistante en même temps qu'elle poursuit ses études en physiologie. Elle épousera Alfred Fessard deux ans plus tard, en 1942.
Après la Seconde guerre mondiale, elle s'intéresse à l'activité électrique produite par certains poissons. Elle obtient un doctorat ès sciences de l'université de Paris en 1950. 
Dans les années 1950, elle réalise les premiers enregistrements intracellulaires du cerveau d'un mammifère, utilisant des microélectrodes insérées dans le cortex cérébral chez le chat.
Elle préside par la suite sa propre équipe de recherche du CNRS à l'institut Marey, puis à Gif-sur-Yvette après le déménagement des équipes dans les années 1970.
Elle préside le comité scientifique du premier congrès international sur la douleur en 1975 à Florence. De 1978 à 1984, elle est membre de divers autres comités. Elle est notamment la première présidente de l' International Association for the Study of Pain (Association Internationale pour l'étude de la douleur), de 1975 à 1978.

### Retraite
Au début des années 1980, Denise Albe-Fessard prend sa retraite du CNRS et quitte son laboratoire en 1985, mais elle continue de participer activement à la recherche scientifique. Elle constitue d'abord une équipe à l'INRA, puis rejoint ensuite l'hôpital de Villejuif.
Dans un éditorial paru en 2003 dans la revue European Journal of Pain Fernando Cervero la décrit comme « une scientifique et une femme remarquables... J'ai été particulièrement impressionné par la force de sa personnalité et par le mélange de charme et de détermination qui lui ont permis de s'élever au sommet de sa profession, alors même que la science était jusqu'à très récemment un monde masculin » (« a remarkable scientist and a remarkable woman…I was particularly impressed by the strength of her personality and by the blend of charm and determination that had taken her to the top of her profession even though science was, until very recently, a man's world »).

### Vie personnelle
Denise Albe-Fessard était mariée avec le neurophysiologiste Alfred Fessard (1900-1982).

## Honneurs et distinctions
- Chevalière de la Légion d'honneur[Quand ?]
- Officière de l'ordre national du Mérite[Quand ?]